# Pyrausta aulicalis
Pyrausta aulicalis là một loài bướm đêm trong họ Crambidae.